# Lisac (Klana)
Pour les articles homonymes, voir Lisac.
Lisac est une localité de Croatie située dans la municipalité de Klana, comitat de Primorje-Gorski Kotar. En 2001, la localité comptait 107 habitants.

## Démographie
| 1948 | 1953 | 1961 | 1971 | 1981 | 1991 | 2001 |
| ---- | ---- | ---- | ---- | ---- | ---- | ---- |
| 181  | 190  | 159  | 158  | 122  | 109  | 107  |